# Matteo Badilatti
Matteo Badilatti (Poschiavo, 30 de julio de 1992) es un ciclista suizo miembro del equipo Q36.5 Pro Cycling Team.

## Palmarés
2023
- 1 etapa del Tour de Ruanda

## Resultados en Grandes Vueltas
| Carrera | Carrera         | 2018 | 2019 | 2020  | 2021 | 2022 | 2023 | 2024 |
| ------- | --------------- | ---- | ---- | ----- | ---- | ---- | ---- | ---- |
|         | Giro de Italia  | —    | —    | —     | 34.º | —    | —    | —    |
|         | Tour de Francia | —    | —    | —     | —    | —    | —    | —    |
|         | Vuelta a España | —    | —    | 110.º | —    | —    | —    | —    |

—: no participa

Ab.: abandono